# ヘンリー・ウィリアム・ビーチー

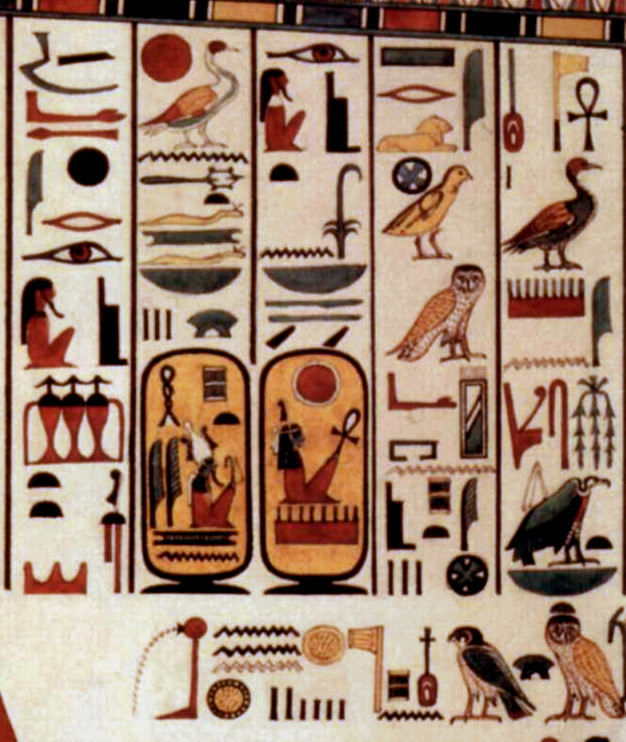
ビーチーの壁画模写のヒエログリフ部分

ヘンリー・ウィリアム・ビーチー（Henry William Beechey、1788年か1789年生まれ、1862年8月4日に没）は、イギリスの画家、考古学研究者である。エジプトや北アフリカの学術的探検に参加した。

## 略歴
ロンドンで生まれた。父親のウィリアム・ビーチー（1753-1839）は王室のメンバーや有名な人物の肖像画を描いたことで知られた画家であった。母親は1793年に亡くなり、父親は肖像画家のアン（Anne Beechey:1764-1833）と再婚した。義母に育てられ、異母弟には探検航海を指揮した海軍軍人で博物学者のフレデリック・ウィリアム・ビーチー（1796-1856）や肖像画家のジョージ・ダンカン・ビーチー（1798-1852）、画家・海軍提督のリチャード・ブリジーズ・ビーチー（Richard Brydges Beechey: 1808-1895) がいる。ロイヤル・アカデミー・オブ・アーツの美術学校で学んだ。画家としては1829年に海洋画をロイヤル・アカデミー・オブ・アーツの展覧会に出展し、1838年には民間美術団体「British Institution」の展覧会にも出展した。
有名なアフリカ探検家で1815年から在エジプト総領事に任じられたヘンリー・ソルト（Henry Salt: 1780-1827)の秘書に1816年までにはなっていて、ソルトからの要請で探検家のジョヴァンニ・バッティスタ・ベルツォーニ（1778-1823）の1817年のテーベの遺跡の発掘に参加し、遺物の図版の制作を行った。アブ・シンベル神殿の困難な発掘に参加し、王家の谷の王の墳墓の壁画も模写した。
1820年頃にイギリスに戻り、翌年、バサースト伯爵から植民地省の職員に任じられリビアの東部のキレナイカの古代遺物を調査・報告する仕事をした。1821年と1822年の大部分をこの遠征に費やし、この地域の芸術と自然の特質を示す多くの図版を制作し、1828年にこの遠征の報告書は出版された。1825年にロンドン考古協会のフェローに選ばれた。
イギリスの画家ジョシュア・レノルズ（1723-1792）の回想記も執筆し1852年に出版した。
その後の人生についての記録はほとんどなく、1851年にニュージーランドに移住し、1862年にニュージーランドで亡くなった。